# Kourdioumivka
Kourdioumivka (en ukrainien : Курдюмівка, en russe : Курдюмовка, Kourdioumovka) est une commune urbaine de l'est de l'Ukraine, dans l'oblast de Donetsk, dépendante du raïon de Bakhmout. Sa population s'élevait en 2019 à 787 habitants.

## Géographie
La commune est assise sur le Plateau du Donets, à une altitude de 206 mètres. Elle est jouxtée à l'ouest par le Canal Siversky Donets-Donbass, qui relie la rivière Donets au fleuve Kalmious. Ce canal alimente en eau potable une part du Donbass ainsi que les nombreuses industries de la région. Elle se trouve à 53 kilomètres au nord de la ville de Donetsk.